# مانگولاد
شهر مانگولاد (به پرتغالی: Mangualde) در مانگولاد در کشور پرتغال واقع شده‌است. جمعیت این شهر ۸٬۱۰۷ نفر  است. در تاریخ ۱۲ ژوئیه ۲۰۰۱ به عنوان شهر شناخته شد.